# Drosophila roehrae
Drosophila roehrae är en tvåvingeart som beskrevs av Pipkin och Heed 1964. Drosophila roehrae ingår i släktet Drosophila och familjen daggflugor.
Artens utbredningsområde är Panama.